# Copernicia berteroana
Copernicia berteroana är en enhjärtbladig växtart som beskrevs av Odoardo Beccari. Copernicia berteroana ingår i släktet Copernicia och familjen Arecaceae. Inga underarter finns listade i Catalogue of Life.